# Bacouël
Bacouël település Franciaországban, Oise megyében. Lakosainak száma 479 fő (2022. január 1.). Bacouël Chepoix, Le Mesnil-Saint-Firmin és Tartigny községekkel határos.

## Népesség
A település népességének változása:
| Lakosok száma | 464  | 468  | 493  | 492  | 489  | 487  | 484  | 482  | 479  |
|               | 2013 | 2015 | 2016 | 2017 | 2018 | 2019 | 2020 | 2021 | 2022 |